# Física epicúrea

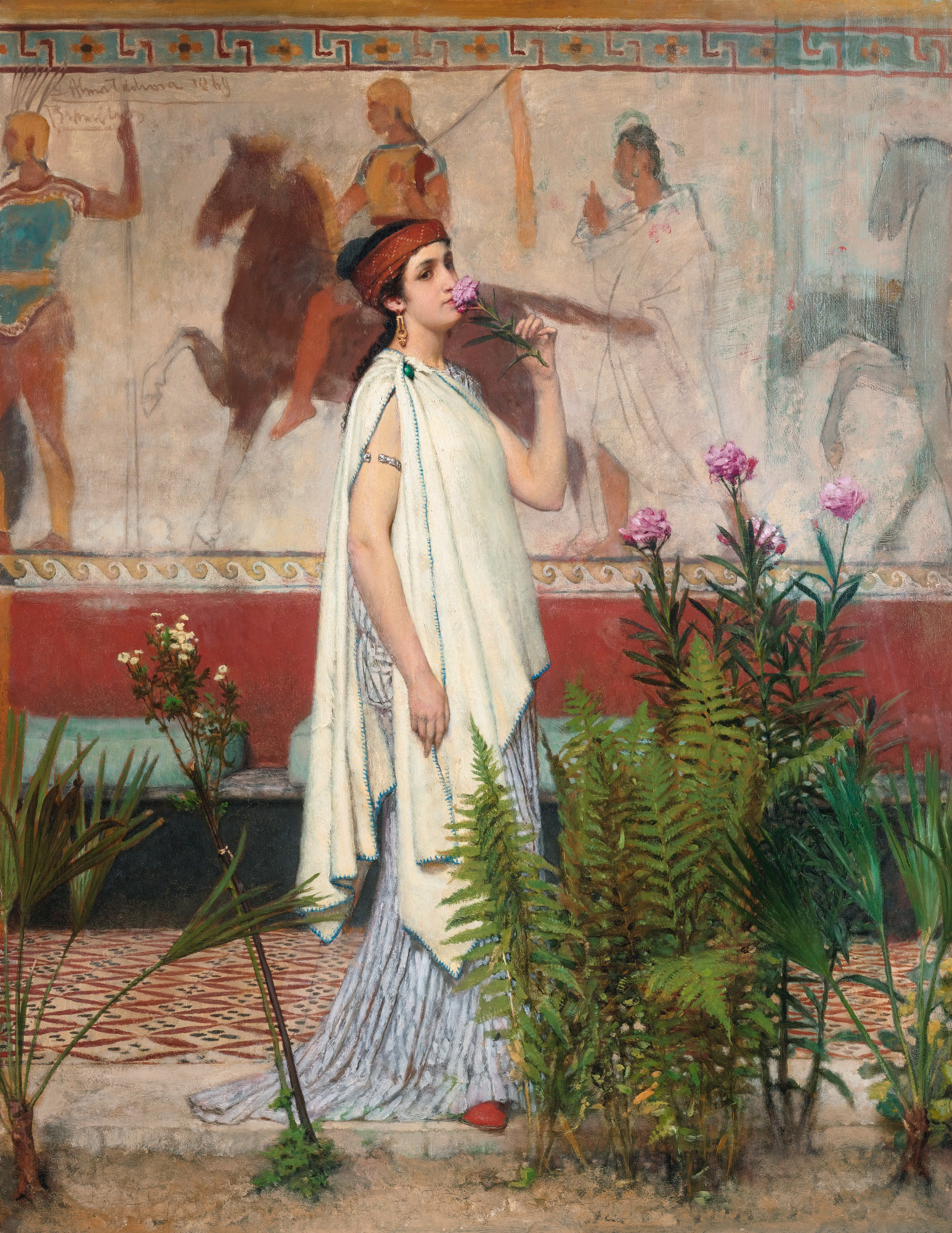
El estudio de la naturaleza en la escuela epicúrea es un medio para reemplazar creencias falsas, como las supersticiones religiosas, por creencias verdaderas y tranquilas.

La física epicúrea se refiere a la filosofía natural de Epicuro y sus seguidores de la antigua Grecia y Roma que utilizaron para explicar los fenómenos naturales que operan en el universo. El principal propósito del estudio de la naturaleza en la escuela epicúrea es reemplazar creencias inestables y angustiosas, como las supersticiones religiosas, por creencias estables y tranquilas. Epicuro establece el conocimiento en el estudio de la naturaleza como un saber que considera útil y produce un disfrute en grado sumo. Según Epicuro: «si vives conforme a la naturaleza, nunca serás pobre; si, conforme a la opinión, nunca serás rico».

«Así, la Filosofía Natural proporciona coraje para enfrentar el miedo a la muerte; resolución para resistir los terrores de la religión; paz mental, porque elimina toda ignorancia de los misterios de la naturaleza; dominio propio, porque explica la naturaleza de los deseos y distingue sus diferentes clases»
Cicerón. De finibus, I, 19.

Epicuro basó su filosofía natural en la teoría atomista de Demócrito. Al igual que él, Epicuro fue un materialista que enseñó que las únicas cosas que existen son los átomos y el vacío. Hay vacío en cualquier lugar donde no hay átomos. Epicuro y sus seguidores creían que los átomos y el vacío son infinitos y que, por tanto, el universo no tiene límites. Una innovación de la física epicúrea es la adición de una tendencia natural innata de los átomos a moverse "hacia abajo" por su propio peso y una desviación (parénklisis o clinamen) azarosa que sufren los átomos al colisionar entre ellos durante su caída.
Epicuro aprendió la doctrina democritea de Nausífanes, un filósofo atomista discípulo de Demócrito y de Pirrón. Posteriormente Epicuro dirigió duras críticas e improperios contra ellos. Decía que Nausífanes «tuvo este más que ningún otro una jactancia sofística, como que paría por la boca, semejante a la mayor parte de los esclavos» y llamó a Demócrito como «Lerócrito», esto es cegato o cegajoso.
Gabriela Berti resume la doctrina física epicúrea en diez puntos:

1. Nada nace de lo que no es (nada nace de la nada).
2. Nada se disuelve en lo que no es.
3. El todo ha sido siempre como es ahora y así se mantendrá siempre.
4. El todo se compone de cuerpo y de vacío.
5. Los cuerpos son de dos clases: átomos y compuestos de átomos (los agregados).
6. El todo es infinito.
7. Los átomos son infinitos en número y el vacío es infinito en extensión.
8. Los átomos de forma idéntica son infinitos en número, pero sus formas son indefinidas en número, no infinitas.
9. El movimiento de los átomos es incesante.
10. Los átomos no tienen más que tres propiedades en común con las cosas sensibles: la forma, el volumen y el peso.

## Átomos y vacío
«La naturaleza de todas las cosas existentes son los cuerpos y el vacío.»
Epicuro. De la naturaleza, Libro I.

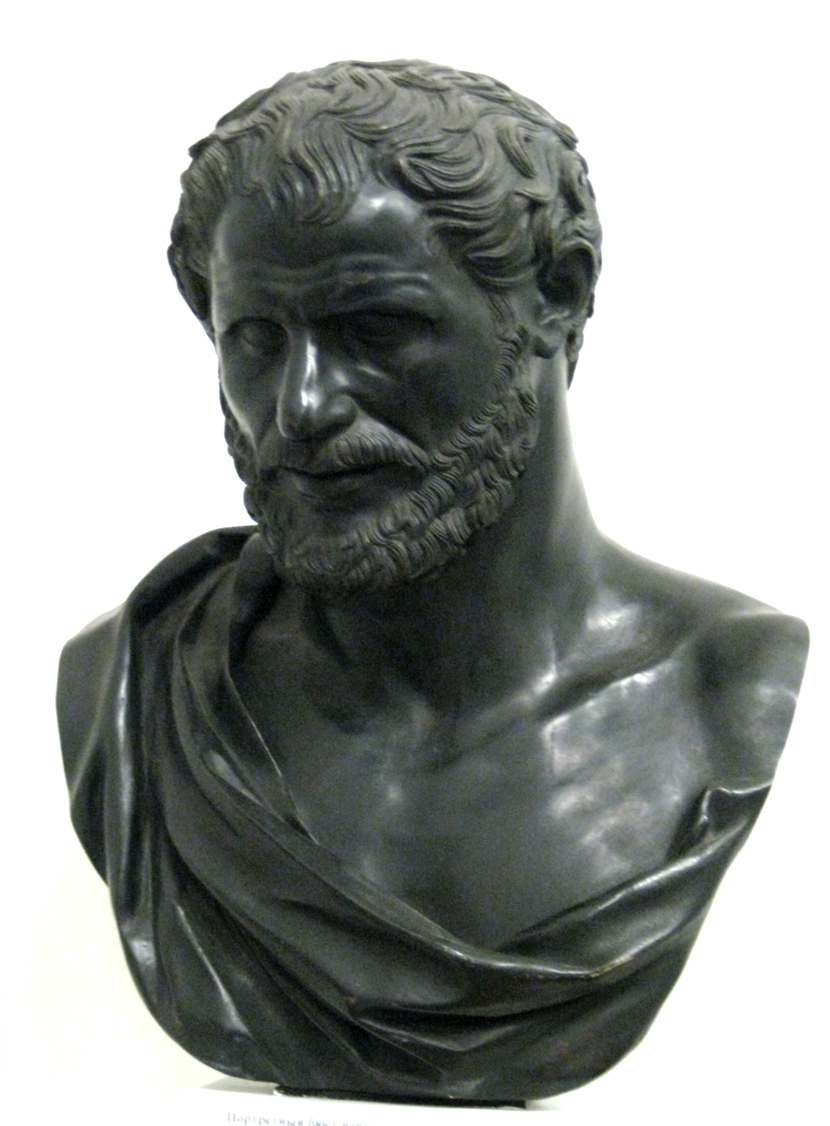
Busto de Demócrito de la Villa de los Papiros en Herculano. "La teoría física democritea fue adoptada y revisada por Epicuro, quien la convirtió en el puntal de su filosofía natural".

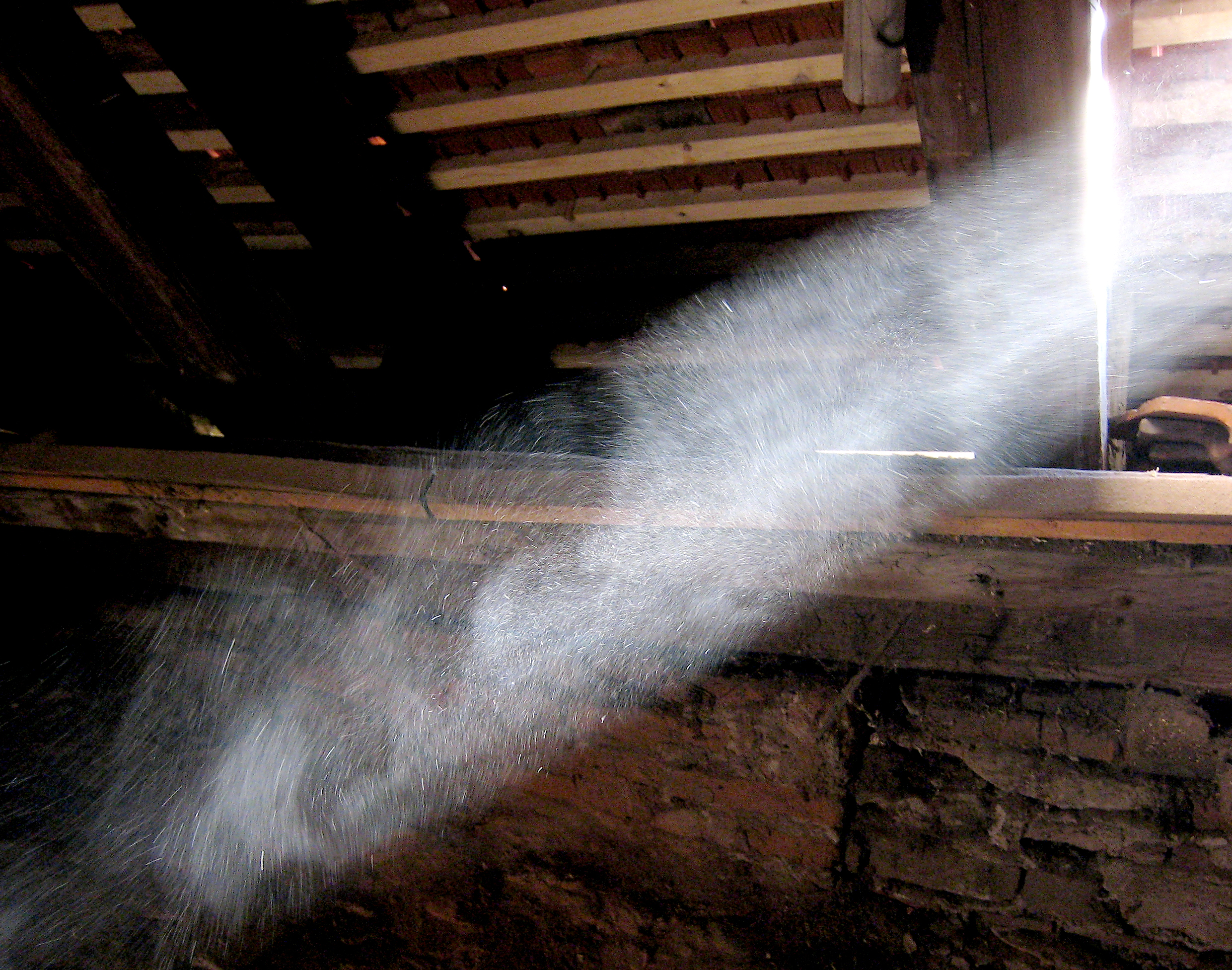
Lucrecio citó de ejemplo las motas de polvo visibles por la luz solar como evidencia de la existencia de partículas diminutas e imperceptibles.

Epicuro escribió en su Carta a Heródoto (no el historiador) «que nada deviene a partir de lo no ente», lo que indica que todos los eventos, por lo tanto, tienen causas, independientemente de si esas causas son conocidas o desconocidas. Del mismo modo, también escribe que nada pasa jamás a la nada, porque, «si lo que desaparece se corrompiese hacia lo no ente, todas las cosas [reales] se habrían ya destruido, al no existir algo en lo cual disolverse.» Por tanto, afirma: «La totalidad de las cosas (to pan) fue siempre como es en la actualidad y seguirá siendo la misma porque no hay nada en lo que pueda cambiar, en la medida en que no hay nada fuera de la totalidad que pueda interferir y efectuar un cambio». Epicuro aceptó estos dos primeros principios (formulados previamente por Parménides) porque son aprobados por los sentidos, única fuente del conocimiento (véase Canon epicúreo).  Para que el universo persista, lo que está compuesto en última instancia no debe poder cambiarse o, de lo contrario, el universo se destruiría esencialmente. A consecuencia, Epicuro postuló, como Demócrito antes que él, que todo cuerpo está compuesta por partículas de materia extremadamente diminutas llamadas "átomos" (ἄτομος; atomos), cuerpos «indivisibles e inmutables» que solo poseen las cualidades de la forma, el tamaño y el peso. La cantidad de formas de los átomos son «incalculables», pero no «infinitas». La existencia de los átomos era también una cuestión de observación empírica. El devoto seguidor de Epicuro, el poeta romano Lucrecio, citó en De la naturaleza de las cosas numerosos fenómenos como las motas de polvo visibles por la luz solar; el desgaste gradual de los anillos por el uso; de las estatuas por los besos; de las piedras por las gotas de agua; y de los caminos por ser transitados como evidencia de la existencia de partículas diminutas e imperceptibles. Los átomos a su vez no cambian porque los epicúreos creían que el mundo era ordenado y que los cambios debían venir de fuentes específicas y consistentes. Por ejemplo: una planta solo crece a partir de una semilla de la misma especie. Entonces, las cosas que son verdaderas deben necesariamente tener causas (véase Principio de razón suficiente).
El epicureísmo afirma que los átomos no se pueden dividir en partes más pequeñas, y los epicúreos ofrecieron múltiples argumentos para apoyar esta posición. Sostiene que «si no existiese, por otra parte, lo que denominamos vacío, espacio y naturaleza intangible, no tendrían los cuerpos dónde estar ni a través de qué moverse», pero evidentemente percibimos los cuerpos moverse. Los epicúreos argumentan que debido a que el vacío, como «sustancialidad ontológica» auténtica y propia, es necesario para que la materia se mueva. Cualquier cosa que consista de vacío como de materia puede descomponerse, mientras que si algo no contiene ningún vacío, entonces no hay forma de separarse porque ninguna parte de la sustancia podría estar desglosado en una subsección más pequeña de la sustancia. Lucrecio cita la porosidad de las rocas, la digestión de los alimentos, la savia que desprenden los árboles y el sonido que atraviesa muros como demostración del vacío en los cuerpos físicos. A diferencia de Leucipo y Demócrito, Epicuro reconoció que para afirmar la existencia del vacío requiere negar que sea un "no ser".
Los átomos resuelven así el problema del cambio parmedíneo porque «toda cualidad cambia pero los átomos en nada cambian, puesto que en verdad es preciso que algo sólido e indisoluble permanezca tras las disoluciones de los compuestos». Epicuro enseñó también que el movimiento de los átomos es constante, eterno y sin principio ni fin. Sostuvo que hay dos tipos de movimiento: el movimiento de los átomos y el movimiento de los objetos visibles. Ambos tipos de movimiento son reales y no ilusorios. Demócrito había descrito los átomos no solo como eternamente en movimiento, sino también eternamente volando a través del espacio, chocando, fusionándose y separándose unos de otros según sea necesario. Las distintas cosas que hay en el mundo son fruto de las distintas combinaciones de átomos. El ser humano, de la misma forma, no es sino un compuesto de átomos. Incluso el alma está formada por un tipo especial de átomos, más sutiles que los que forman el cuerpo, pero no por ello deja el alma de ser material. Debido a ello, cuando el cuerpo muere, el alma muere con él.

## Partes mínimas

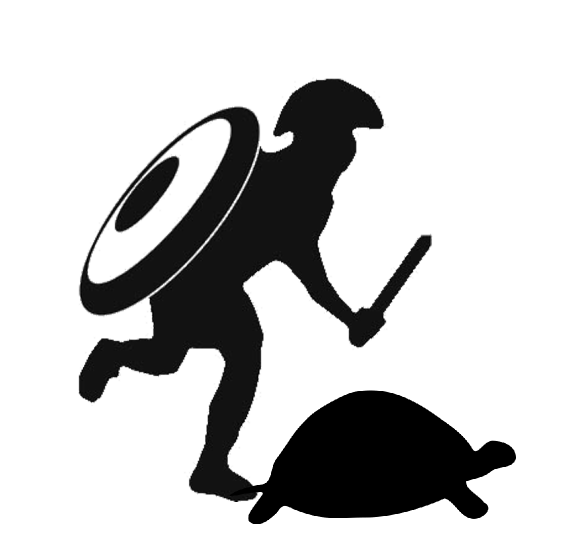
Para resolver las paradojas de Zenón los epicúreos propusieron la existencia de partes mínimas indivisibles del espacio (véase Espacio discreto).

Los atomistas antiguos habían introducido la hipótesis del vacío y los átomos como respuesta a las paradojas planteadas por Parménides y Zenón acerca de la imposibilidad del movimiento. Los eleatas sostuvieron que cualquier movimiento requeriría un vacío, que es nada, pero la nada no puede existir. La posición de Parménides era: «Se dice que hay un vacío; por lo tanto, el vacío no es una nada; por lo tanto, no es el vacío». Para Demócrito el vacío existe entre los átomos como un no-ser que permite la pluralidad de partículas diferenciadas y el espacio en el cual se mueven. Similarmente, Zenón propuso que es imposible recorrer cualquier distancia es infinitamente divisible. Esto plantea el problema sobre si los átomos pueden dividirse tener partes, como lo demuestran sus variaciones de forma.
Frente a Aristóteles y los estoicos, quienes sostuvieron que el espacio es continuo, infinitamente divisible y sin vacío; Epicuro sostiene, igual que hizo Diodoro Cronos, la existencia de partes mínimas (elachiston) que en sí mismas no tienen partes y que los átomos ocupan, rechazando así la indivisibilidad infinita del espacio. La Stanford Encyclopedia of Philosophy dice: «Esta concepción se asemeja a la forma en que los puntos existen en una línea, según Aristóteles, ya que tampoco se tocan ni pueden existir independientemente. Pero los mínimos epicúreos se diferencian de los puntos en que son extensiones físicas y, por lo tanto, tienen extensión». Así Epicuro resolvería las paradojas de Zenón disitinguiendo entre indivisibilidad física de indivisibilidad conceptual. Este límite espacial sería análogo a los mínimos sensibles del límite de la percepción visual.
Como el espacio es discreto, Epicuro también sostuvo la existencia del mínimo (elachiston) en el átomo", pero los átomos no son mínimos en sí mismos; y ningún átomo consta de un solo mínimo. Los mínimos en el átomo no constituyen partes componentes de él, sino solo unidades de medida (καταμετρήματα) contemplables solo a través de la razón. A. A. Long y David Sedley sostienen que para Epicuro «los objetos sin partes solo pueden moverse incidentalmente al movimiento de un cuerpo más grande, por ejemplo el átomo». A su vez, el movimiento átomico es también discontinuo. Siguiendo a Aristóteles, Epicuro dice que un átomo no se mueve gradualmente en un intervalo mínimo, más bien solo puede decirse que se ha movido; en un instante están ubicados en una posición, y en el siguiente instante discreto en otra posición.
Similarmente a la física aristotélica, el tiempo es medida del movimiento. No existe "por sí mismo aparte del movimiento de las cosas o de su inmovilidad reparadora", a diferencia del espacio, que su existencia es independiente de la materia y del movimiento. Debido a que la materia como "pura relación consigo misma" es eterna e independiente, "se ve liberada de toda relatividad y variabilidad" y se sigue que el tiempo "queda excluido del concepto de átomo, el mundo de la esencia". El tiempo en sí existe como accidente (symptōmata) de nuestra imaginación (phantasía). Los accidentes son el cambio de sustancia en general. Esta forma pura del mundo de las apariencias es el tiempo. No fue hasta la Edad Moderna que los conceptos espacio y el tiempo se combinan. Por ejemplo, Pierre Gassendi siguió la física epicúrea pero defendió la realidad del tiempo independiente del cambio y movimiento.

«No debemos tratar de entender el tiempo cómo lo hacemos con las otras cosas que buscamos en un objeto refiriéndolo a las imágenes que tenemos en la mente sino que debemos tomarlo de la experiencia directa [...] Esto no necesita demostración, sino solo reflexión sobre el hecho de que asociamos el tiempo con los días y las noches y con las partes de estos, [...] con el movimiento y el reposo, reconociendo el tiempo como un accidente particular de estas cosas en virtud de lo cuál lo llamamos tiempo.»
Epicuro, Carta a Heródoto (72-73)

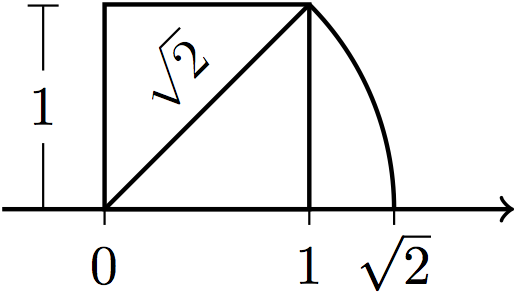
Una crítica de las partes míninas es la existencia de números irracionales (como la raíz cuadrada de dos), los cuales no son conmensurables.

Esta descripción "cuántica" del espacio y del movimiento tuvo consecuencias que condujeron el epicureísmo a paradojas con la geometría, puesto que los pitagóricos demostraron que existen unidades magnitudes inconmensurables como que la diagonal de un cuadrado y el lado del mismo cuadrado no guardan una proporción expresable por números enteros, algo imposible si existen partes mínimas. Debido a ello, los epicúreos "concluyeron, al menos provisionalmente, que la geometría es falsa", como fue en el caso del matemático Polieno de Lámpsaco según Cicerón. Sin embargo, se puede dudar de esta afirmación, ya que es seguro que Polieno escribió una obra matemática llamada Aporía (en griego: Aπoριαι). Los epicúreos Zenón de Sidón y Demetrio de Lacón también fueron conocedores y contribuidores en el campo de las matemáticas. Zenón criticó los axiomas de los Elementos de Euclides, llegando incluso hasta sugerirse que fue "la primera persona en considerar la posibilidad de una geometría no euclidiana".

## Movimiento de los átomos
Otra consecuencia de las partes mínimas es la existencia de un límite de velocidad universal. Los epicúreos postularon un tipo principio de inercia al sostener que los átomos siempre se desplazan con igual velocidad a través del vacío sin resistencia independientemente de su peso o forma. Mientras se mueven, los átomos pueden chocar y rebotar entre sí, pudiendo unirse y formar un objeto más grande. Epicuro explicó la atracción magnética de ciertos cuerpos como imanes a causa de que "los átomos que fluyen de la piedra están relacionados en forma con los que fluyen del hierro, y así se entrelazan fácilmente entre sí; así es que, después de chocar con cada una de las dos masas compactas (la piedra y el hierro) luego rebotan en el medio y así se enredan entre sí, y arrastran el hierro tras ellos". Los átomos vibran los unos con los otros a medida que mantienen la forma general del compuesto.
La visión de Epicuro sobre el movimiento de los átomos también difiere de la de Demócrito. En lugar de hablar de un movimiento hacia el centro de un cosmos dado, posiblemente creado por un vórtice cósmico, Simplicio dice que Epicuro, al igual que Estratón, otorgó a los átomos una tendencia natural innata a moverse "hacia abajo" en relación con el resto del mundo por su propio peso cuando no son prevenidos por otros átomos al colisionar entre ellos en un universo infinito sin orientación global. Este permitió frente objeción aristotélica a la física democritea dar un tipo de arché o causa final al movimiento mismo de los átomos.

### Teoría del clinamen

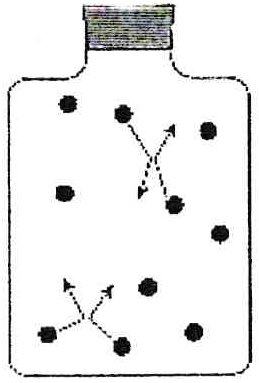
El clinamen es el nombre en que dio Lucrecio a la desviación que sufren los átomos al colisionar con ellos. Este concepto le sirvió al filósofo griego a modo de garante de libertad.

En respuesta a otra objeción de Aristóteles al señalar que los átomos no podrían juntarse nunca si se moviesen solo verticalmente, este movimiento natural hacia abajo puede desviarse aleatoriamente de su camino descendente habitual. Filodemo, Cicerón, Lucrecio, Plutarco, Aecio, Diógenes de Enoanda, Galeno, Plotino y san Agustín transmitieron que los epicúreos postularon la idea de un "desvío" atómico (en griego: παρέγκλισις parénklisis; en latín: clinamen), una de sus ideas originales más conocidas. Según esta idea, los átomos, a medida que viajan por el espacio, pueden desviarse levemente del curso que normalmente se esperaría que siguieran.El único fragmento en griego sobre esta noción central es de la inscripción de Diógenes de Enoanda:

«¿No saben ustedes que en realidad hay una libre circulación de átomos, que Demócrito no logró descubrir pero Epicuro sacó a la luz, un girón, como él demuestra por medio de los fenómenos?»
Diógenes de Enoanda (fr. 54)

Cyril Bailey creía que la desviación atómica habría estado expuesta en la Carta a Heródoto pero que dicho fragmento estaría perdido. La referencia más conocida se encuentra en Sobre la naturaleza de las cosas de Lucrecio:

Pues si no declinaran los principios, en el vacío, paralelamente, cayeran como gotas de la lluvia; si no tuvieran su reencuentro y choque, nada criara la naturaleza.
Quod nisi declinare solerent, omnia deorsum imbris uti guttae caderent per inane profundum nec foret offensus natus nec plaga creata principiis; ita nihil umquam natura creasset.
Lucrecio, De rerum natura. II. 220-225

Este desvío es lo que permitió la creación del universo, ya que a medida que más y más átomos se desviaban y chocaban entre sí, los objetos podían tomar forma a medida que los átomos se unían. A modo de modus tollens, los átomos nunca habrían interactuado entre sí sin el viraje y simplemente habrían continuado moviéndose hacia abajo a la misma velocidad.
Tales colisiones y desviaciones pueden situarse como el archē del cosmos."Dada la infinita historia pasada del universo, Epicuro no tuvo necesidad de plantear una primera colisión" como primera causa del movimiento eterno en el universo. La razón de Epicuro para introducir esta doctrina fue porque quería preservar los conceptos de libre albedrío y responsabilidad ética mientras aún mantenía el modelo físico determinista del atomismo. Lucrecio lo describe diciendo: "Es esta leve desviación de los cuerpos primarios, en momentos y lugares indeterminados, lo que evita que la mente como tal experimente una compulsión interna al hacer todo lo que hace y se vea obligada a soportar y sufrir como un cautivo encadenado". No está del todo claro cómo funciona el viraje de los átomos y se han propuesto una serie de interpretaciones alternativas sobre cómo funciona. Para Karl Marx, el viraje representa “el alma del átomo, el concepto de individualidad abstracta”.
La teoría del clinamen despertó la atención de filósofos como Karl Marx, Simone de Beauvoir, Gilles Deleuze, Jacques Lacan, Jacques Derrida o Michel Serres. El premio Nobel de química Ilya Prigogine apreció la defensa del indeterminismo en el clinamen epicúreo, siendo precursor del principio de indeterminación de Werner Heisenberg.

## Libre albedrío
Los epicúreos también rechazaron que el principio de bivalencia se aplicara a todos los enunciados. Argumentaron que enunciados futuros como “Filoctetes será herido” serían necesariamente verdaderos o falso y, en consecuencia, el futuro estaría completamente determinado. Si hay "movimiento sin causa", entonces, no todos los enunciados son verdaderos o falsos para Epicuro. También rechazó la ley del tercero excluido, pues si la disyunción "p o no-p" es necesariamente en su conjunto es verdadera, una de sus disyunciones tendría que ser verdadera de forma fatalista. Leibniz señaló que el clinamen rechazaría el principio de razón suficiente y de no contradicción. Epicuro «tendría que responder que hay "brechas de valor de verdad", de modo que lo que la indeterminación sería un tercer "valor de verdad". (Ver: Lógica trivalente y Lógica plurivalente)
Epicuro fue el primero en afirmar la libertad humana como resultado del indeterminismo fundamental en el movimiento de los átomos para salvaguardar la libertad, tanto física como ética. Esto ha llevado a algunos filósofos a pensar que, para Epicuro, el libre albedrío (libera voluntas) fue causado directamente por el azar. Si no fuera por el viraje, los humanos estarían sujetos a una cadena interminable de causa y efecto. Este fue un punto que los epicúreos utilizaron a menudo para criticar a Demócrito. En su De la naturaleza de las cosas, Lucrecio parece sugerir esto en el pasaje más conocido sobre la posición de Epicuro y argumenta que el movimiento voluntario proviene del alma animal (animus) situada en el pecho.
Sin embargo, en su Carta a Meneceo, Epicuro sigue a Aristóteles e identifica claramente tres causas posibles de lo sucesos que ocurren en el mundo:

«Pues ¿a quién estimas superior […]? Que se burla de aquello que algunos introducen como déspota de todo, el destino, diciendo él que algunas cosas surgen de la necesidad, otras del azar, y otras de nosotros mismos, pues ve que la necesidad es irresponsable, que el azar es inestable, mientras que lo que de nosotros depende no tiene otro amo, y que naturalmente le acompaña la censura o su contrario»
ἐπεὶ τίνα νομίζεις εἶναι κρείττονα [...] τὴν δὲ ὑπό τινων δεσπότιν εἰσαγομένην πάντων ἐγγελῶντος <εἱμαρμένην καὶ μᾶλλον ἃ μὲν κατ' ἀνάγκην γίνεσθαι λέγοντος>, ἃ δὲ ἀπὸ τύχης, ἃ δὲ παρ' ἡμᾶς διὰ τὸ τὴν μὲν ἀνάγκην ἀνυπεύθυνον εἶναι, τὴν δὲ τύχην ἄστατον ὁρᾶν, τὸ δὲ παρ' ἡμᾶς ἀδέσποτον ᾧ.
Epicuro, Carta a Meneceo (133-134)

Aristóteles dijo que algunas cosas "dependen de nosotros" (ef'hemin) y Epicuro estuvo de acuerdo. En De la naturaleza, XXV., Epicuro que la composición atómica posee “gérmenes” o “semillas” (spermata) desde el nacimiento tanto de sabiduría y de vicios que influyen en nuestro comportamiento pero poseemos también una “anticipación (véase prolepsis en la Canónica) de nuestra responsabilidad causal” que naturalmente se unen la alabanza y la culpa. El "viraje" de los átomos sirvió para derrotar el determinismo y dejar espacio a la agencia autónoma. Los epicúreos han sido ridiculizados por la idea de un "libre albedrío" en movimientos atómicos aleatorios, pero se han propuesto una serie de interpretaciones al respecto.
Susanne Bobzien argumenta que para Epicuro, las acciones están completamente determinadas por la disposición mental del agente y la responsabilidad moral surge si la persona no es forzada y es causalmente responsable de la acción. Lisa Wendlandt y Dirk Baltzly argumentan que Epicuro era un indeterminista y pero "debido a la naturaleza práctica y terapéutica de la filosofía epicúrea, no es necesario que Epicuro proporcione una explicación de cómo el desvío sirve a la libertad de elección". Por otro lado, Tim O'Keefe ha argumentado que Epicuro no eran libertario, sino compatibilista y reduccionista; Julia Annas defiende que Epicuro no era reduccionista y Nick Gutiérrez sostiene que los epicúreos «mantuvieron una forma primitiva "emergentista" de las propiedades mentales». Alternativamente, se ha propuesto que los epicúreos se preocupaban no de la libertad sino del control sobre nuestro desarrollo del carácter. Ha habido también intentos de argumentar que la conexión entre la moral humana y el azar no fue concebida por Epicuro.

## Fenómenos naturales

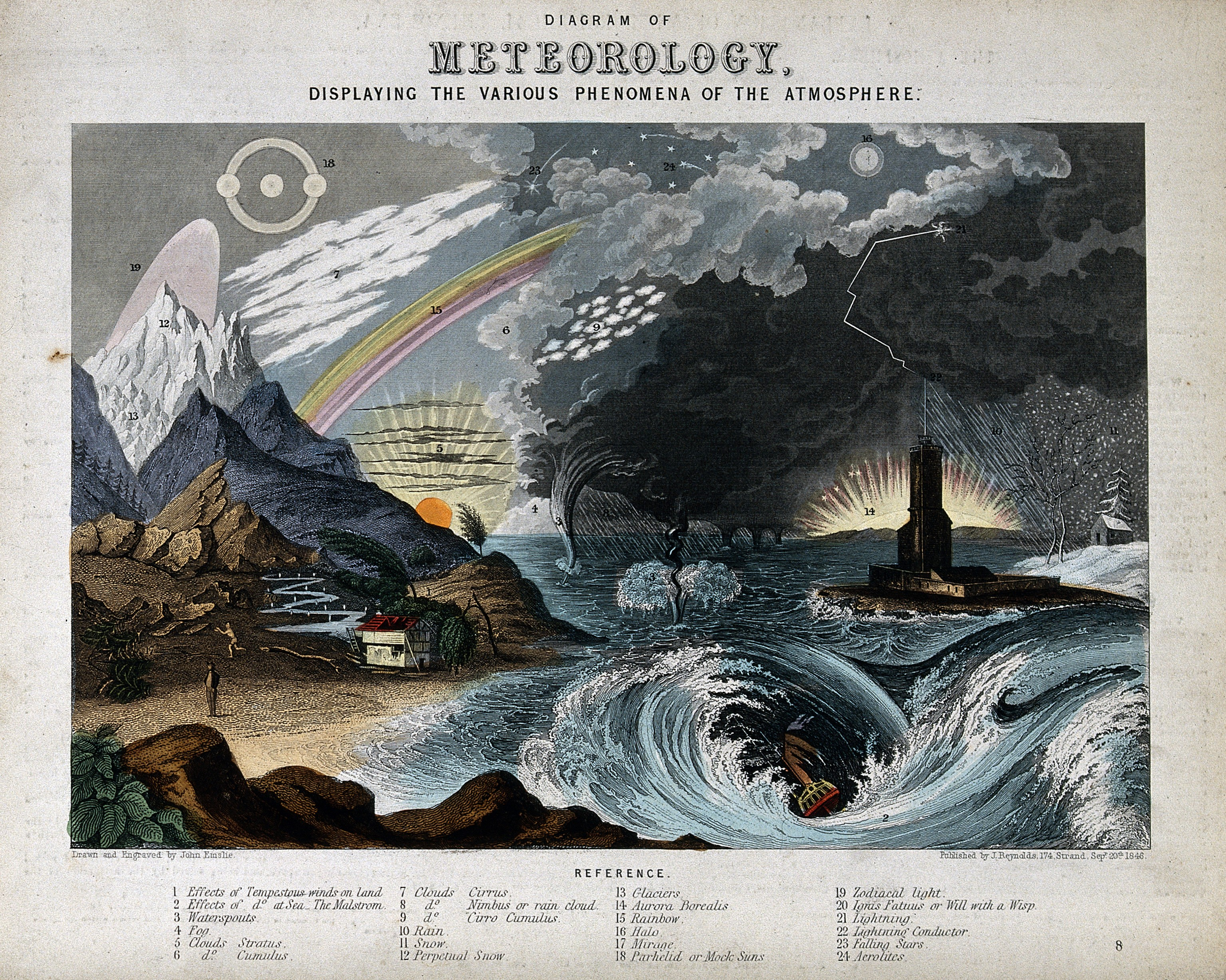
Los epicúreos dieron explicaciones naturalistas, en lugar de teológicas, sobre diversos fenómenos naturales como los rayos, cometas, arcoíris y terremotos.

Los epicúreos favorecieron fuertemente las explicaciones naturalistas mecanicistas sobre las teleológicas y teológicas de los fenómenos naturales y celestes.
Epicuro dedicó a analizar detalladamente en la Carta a Pítocles ofrece cuatro posibles explicaciones naturales diferentes para los truenos, seis posibles explicaciones naturales diferentes para los relámpagos, tres para la nieve, tres para los cometas, dos para los arcoíris, dos para los terremotos, etc. Aunque ahora se sabe que todas estas explicaciones son falsas, fueron un paso importante en la historia de la ciencia, porque Epicuro estaba tratando de explicar los fenómenos naturales utilizando explicaciones naturales, en lugar de recurrir a inventar historias elaboradas sobre dioses y héroes míticos. Su objetivo era demostrar la falsedad de la conexión entre el mundo celeste con el de los humanos.

«Primeramente se ha de saber que el fin en el conocimiento de los meteoros (ya se llamen conexos, ya absolutos) no es otro que el librarnos de perturbaciones, y con la mayor seguridad y satisfacción, al modo que en otras cosas. [...] Pero estos tienen muchas causas de donde provengan, y un predicado de sustancia cónsono a los sentidos. Ni se ha de hablar de la naturaleza según axiomas y legislaciones nuevas, sino establecerlos sobre los fenómenos; pues nuestra vida no ha menester razones privadas o propias, ni menos gloria vana, sino pasarla tranquilamente»
Epicuro, Carta a Pítocles (85-86)

## Cosmología

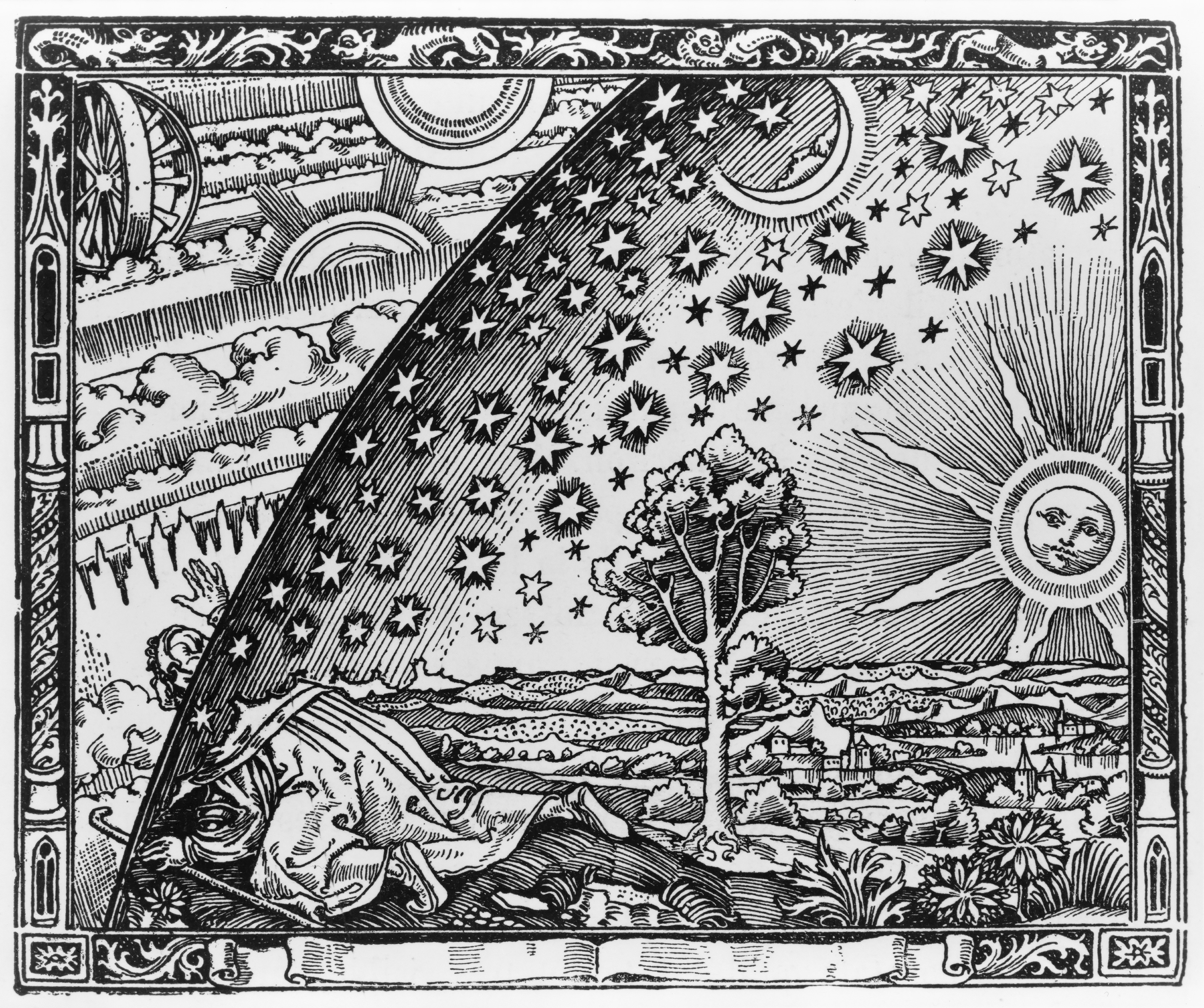
Lucrecio sostiene la infinitud del universo utilizando el ejemplo de Arquitas donde un hombre extiende su brazo en el límite teórico del universo.

Al contrario que sus contemporáneos, los epicúreos creían que el universo sin extremos (akron) ni límites (peras) con un número ilimitado de átomos y una cantidad infinita de vacío. Epicuro dijo que si el universo fuera finito tendría un extremo que se lo puede observar desde el otro lado, no teniendo así límite alguno. Lucrecio sostiene este punto basándose en el ejemplo de Arquitas con el experimento mental de un hombre lanza una jabalina al límite teórico de un universo finito. Se afirma que la jabalina debe atravesar el borde del universo, en cuyo caso no es realmente un límite, o debe ser bloqueada por algo que impedir que continúe su camino, pero, si eso sucede, entonces el objeto que lo bloquea debe estar fuera de los confines del universo. Además, si tuviera límite todo ya hubiera caído al fondo del universo.
Los epicúreos también sostuvieron que hay un suministro infinito de átomos, aunque solo un número finito de tipos de átomos, así como una cantidad infinita de vacío. Como resultado de esta creencia, los epicúreos creían que también debe haber infinitos mundos (cosmoi). Algunos de estos mundos podrían ser muy diferentes a los nuestros, otros bastante similares, y todos los mundos estaban separados unos de otros por vastas áreas de vacío (metakosmia). El filósofo de la ilustración escocesa, David Hume, llamó la posibilidad de que el mundo podría haber surgido por la combinación aleatoria de átomos desde el caos de forma natural «la hipótesis epicúrea».
Acorde a la cosmología epicúrea, la Tierra no era el centro del cosmos y se cree que Epicuro sostuvo la forma de la Tierra era plana como hizo Demócrito como consecuencia lógica de su teoría atómica. Lucrecio cuestionó la Tierra esférica al encontrar absurda la idea de animales andando boca abajo en las antípodas. Los epicúreos también sostuvo que los cuerpos celestes eran tan pequeños como se observaban, a diferencia de Demócrito.